# Johannes Golla
Johannes Golla, né le 5 novembre 1997 à Wiesbaden, est un handballeur allemand évoluant au poste de pivot.
Depuis 2021, il est le capitaine de l'équipe nationale d'Allemagne. Lors du Championnat d'Europe 2022, il a été élu meilleur pivot de la compétition.

## Palmarès

### En équipe nationale
- 5e place au Championnat d'Europe 2020 en Suède/Autriche/Norvège
- 12e place au Championnat du monde 2021 en Égypte
- 6e place aux Jeux olympiques de 2020 de Tokyo
- 7e place au Championnat d'Europe 2022 en Hongrie/Slovaquie
- 4e place au Championnat d'Europe 2024 en Allemagne
- Médaille d'argent aux Jeux olympiques de 2024 à Paris

Autres
- Finaliste du Championnat d'Europe junior 2016

### En club
- Championnat d'Allemagne
  - Vainqueur (1) : 2019
  - Vice-champion (2) : 2020, 2021
- Vainqueur de la Supercoupe d'Allemagne (1) : 2018-19

### Distinctions individuelles
- élu meilleur pivot du Championnat d'Europe 2022
- élu meilleur joueur de l'année en Allemagne en 2022